# Wereldkampioenschap superbike van Misano 2001
Het wereldkampioenschap superbike van Misano 2001 was de achtste ronde van het wereldkampioenschap superbike en de zevende ronde van het wereldkampioenschap Supersport 2001. De races werden verreden op 24 juni 2001 op het Circuito Internazionale Santa Monica nabij Misano Adriatico, Italië.

## Superbike

### Race 1
| Pos | Nr  | Rijder               | Constructeur | Rondes | Tijd                | Grid | Punten |
| --- | --- | -------------------- | ------------ | ------ | ------------------- | ---- | ------ |
| 1   | 21  | Troy Bayliss         | Ducati       | 25     | 40:23.410           | 6    | 25     |
| 2   | 155 | Ben Bostrom          | Ducati       | 25     | +0.482              | 4    | 20     |
| 3   | 1   | Colin Edwards        | Honda        | 25     | +11.386             | 3    | 16     |
| 4   | 6   | Gregorio Lavilla     | Kawasaki     | 25     | +13.372             | 7    | 13     |
| 5   | 5   | Akira Yanagawa       | Kawasaki     | 25     | +16.203             | 10   | 11     |
| 6   | 100 | Neil Hodgson         | Ducati       | 25     | +16.334             | 1    | 10     |
| 7   | 3   | Troy Corser          | Aprilia      | 25     | +16.337             | 2    | 9      |
| 8   | 30  | Alessandro Antonello | Aprilia      | 25     | +20.745             | 8    | 8      |
| 9   | 8   | Tadayuki Okada       | Honda        | 25     | +26.049             | 11   | 7      |
| 10  | 11  | Rubén Xaus           | Ducati       | 25     | +34.104             | 12   | 6      |
| 11  | 52  | James Toseland       | Ducati       | 25     | +34.412             | 14   | 5      |
| 12  | 4   | Pierfrancesco Chili  | Suzuki       | 25     | +34.505             | 13   | 4      |
| 13  | 99  | Steve Martin         | Ducati       | 25     | +50.022             | 9    | 3      |
| 14  | 24  | Stéphane Chambon     | Suzuki       | 25     | +55.651             | 25   | 2      |
| 15  | 39  | Alessandro Gramigni  | Yamaha       | 25     | +57.206             | 18   | 1      |
| 16  | 27  | Bertrand Stey        | Honda        | 25     | +1:05.103           | 24   |        |
| 17  | 20  | Marco Borciani       | Ducati       | 25     | +1:06.714           | 20   |        |
| 18  | 31  | Michele Malatesta    | Kawasaki     | 25     | +1:12.836           | 23   |        |
| 19  | 51  | Martin Craggill      | Ducati       | 25     | +1:18.362           | 29   |        |
| 20  | 58  | Luca Pasini          | Ducati       | 25     | +1:23.730           | 28   |        |
| 21  | 7   | Juan Borja           | Yamaha       | 25     | +1:29.129           | 22   |        |
| 22  | 25  | Javier Rodríguez     | Honda        | 24     | +1 ronde            | 33   |        |
| 23  | 86  | Matteo Campana       | Ducati       | 24     | +1 ronde            | 31   |        |
| DNF | 34  | Giuliano Sartoni     | Ducati       | 19     | Ongeluk             | 34   |        |
| DNF | 41  | Ludovic Holon        | Kawasaki     | 18     | Uitgevallen         | 30   |        |
| DNF | 55  | Régis Laconi         | Aprilia      | 17     | Uitgevallen         | 5    |        |
| DNF | 14  | Peter Goddard        | Benelli      | 16     | Uitgevallen         | 27   |        |
| DNF | 113 | Paolo Blora          | Ducati       | 16     | Uitgevallen         | 21   |        |
| DNF | 46  | Mauro Sanchini       | Ducati       | 10     | Uitgevallen         | 16   |        |
| DNF | 22  | Lucio Pedercini      | Ducati       | 7      | Uitgevallen         | 15   |        |
| DNF | 36  | Broc Parkes          | Ducati       | 5      | Uitgevallen         | 19   |        |
| DNF | 23  | Jiří Mrkývka         | Ducati       | 5      | Uitgevallen         | 32   |        |
| DNF | 35  | Giovanni Bussei      | Ducati       | 0      | Ongeluk             | 26   |        |
| DNF | 33  | Robert Ulm           | Ducati       | 0      | Ongeluk             | 17   |        |
| DNQ | 68  | Jiří Trčka           | Ducati       | 0      | Niet gekwalificeerd |      |        |

### Race 2
| Pos | Nr  | Rijder               | Constructeur | Rondes | Tijd         | Grid | Punten |
| --- | --- | -------------------- | ------------ | ------ | ------------ | ---- | ------ |
| 1   | 155 | Ben Bostrom          | Ducati       | 25     | 40:20.677    | 4    | 25     |
| 2   | 21  | Troy Bayliss         | Ducati       | 25     | +7.547       | 6    | 20     |
| 3   | 6   | Gregorio Lavilla     | Kawasaki     | 25     | +12.483      | 7    | 16     |
| 4   | 30  | Alessandro Antonello | Aprilia      | 25     | +15.069      | 8    | 13     |
| 5   | 8   | Tadayuki Okada       | Honda        | 25     | +18.050      | 11   | 11     |
| 6   | 11  | Rubén Xaus           | Ducati       | 25     | +26.912      | 12   | 10     |
| 7   | 36  | Broc Parkes          | Ducati       | 25     | +29.588      | 19   | 9      |
| 8   | 52  | James Toseland       | Ducati       | 25     | +30.862      | 14   | 8      |
| 9   | 3   | Troy Corser          | Aprilia      | 25     | +33.192      | 2    | 7      |
| 10  | 4   | Pierfrancesco Chili  | Suzuki       | 25     | +38.494      | 13   | 6      |
| 11  | 1   | Colin Edwards        | Honda        | 25     | +47.174      | 3    | 5      |
| 12  | 39  | Alessandro Gramigni  | Yamaha       | 25     | +52.147      | 18   | 4      |
| 13  | 24  | Stéphane Chambon     | Suzuki       | 25     | +56.119      | 25   | 3      |
| 14  | 35  | Giovanni Bussei      | Ducati       | 25     | +57.719      | 26   | 2      |
| 15  | 46  | Mauro Sanchini       | Ducati       | 25     | +59.291      | 16   | 1      |
| 16  | 100 | Neil Hodgson         | Ducati       | 25     | +1:00.142    | 1    |        |
| 17  | 113 | Paolo Blora          | Ducati       | 25     | +1:06.272    | 21   |        |
| 18  | 27  | Bertrand Stey        | Honda        | 25     | +1:10.228    | 24   |        |
| 19  | 7   | Juan Borja           | Yamaha       | 25     | +1:25.711    | 22   |        |
| 20  | 23  | Jiří Mrkývka         | Ducati       | 24     | +1 ronde     | 32   |        |
| DNF | 55  | Régis Laconi         | Aprilia      | 21     | Uitgevallen  | 5    |        |
| DNF | 5   | Akira Yanagawa       | Kawasaki     | 18     | Uitgevallen  | 10   |        |
| DNF | 31  | Michele Malatesta    | Kawasaki     | 16     | Uitgevallen  | 23   |        |
| DNF | 99  | Steve Martin         | Ducati       | 14     | Uitgevallen  | 9    |        |
| DNF | 20  | Marco Borciani       | Ducati       | 12     | Uitgevallen  | 20   |        |
| DNF | 33  | Robert Ulm           | Ducati       | 11     | Ongeluk      | 17   |        |
| DNF | 51  | Martin Craggill      | Ducati       | 9      | Uitgevallen  | 29   |        |
| DNF | 22  | Lucio Pedercini      | Ducati       | 4      | Uitgevallen  | 15   |        |
| DNF | 34  | Giuliano Sartoni     | Ducati       | 3      | Uitgevallen  | 34   |        |
| DNF | 14  | Peter Goddard        | Benelli      | 2      | Ongeluk      | 27   |        |
| DNF | 58  | Luca Pasini          | Ducati       | 2      | Uitgevallen  | 28   |        |
| DNF | 25  | Javier Rodríguez     | Honda        | 1      | Uitgevallen  | 33   |        |
| DNS | 41  | Ludovic Holon        | Kawasaki     | 0      | Niet gestart | 30   |        |
| DNS | 86  | Matteo Campana       | Ducati       | 0      | Niet gestart | 31   |        |

## Supersport
| Pos | Nr | Rijder                 | Constructeur | Rondes | Tijd           | Grid | Punten |
| --- | -- | ---------------------- | ------------ | ------ | -------------- | ---- | ------ |
| 1   | 1  | Jörg Teuchert          | Yamaha       | 23     | 38:26.298      | 3    | 25     |
| 2   | 6  | Iain MacPherson        | Kawasaki     | 23     | +0.084         | 1    | 20     |
| 3   | 2  | Paolo Casoli           | Yamaha       | 23     | +0.419         | 5    | 16     |
| 4   | 99 | Fabien Foret           | Honda        | 23     | +2.460         | 7    | 13     |
| 5   | 21 | Chris Vermeulen        | Honda        | 23     | +3.633         | 9    | 11     |
| 6   | 37 | Katsuaki Fujiwara      | Suzuki       | 23     | +4.064         | 4    | 10     |
| 7   | 69 | James Whitham          | Yamaha       | 23     | +8.055         | 16   | 9      |
| 8   | 8  | Andrew Pitt            | Kawasaki     | 23     | +18.531        | 10   | 8      |
| 9   | 5  | Karl Muggeridge        | Suzuki       | 23     | +18.638        | 23   | 7      |
| 10  | 12 | Piergiorgio Bontempi   | Yamaha       | 23     | +18.999        | 19   | 6      |
| 11  | 55 | Nello Russo            | Yamaha       | 23     | +19.125        | 18   | 5      |
| 12  | 14 | Christophe Cogan       | Yamaha       | 23     | +19.245        | 14   | 4      |
| 13  | 42 | Alessio Corradi        | Yamaha       | 23     | +32.490        | 17   | 3      |
| 14  | 53 | Camillo Mariottini     | Ducati       | 23     | +35.685        | 26   | 2      |
| 15  | 15 | Werner Daemen          | Yamaha       | 23     | +35.841        | 20   | 1      |
| 16  | 40 | Shannon Johnson        | Honda        | 23     | +36.092        | 31   |        |
| 17  | 23 | Dean Thomas            | Ducati       | 23     | +37.295        | 15   |        |
| 18  | 16 | Christer Lindholm      | Yamaha       | 23     | +43.930        | 21   |        |
| 19  | 65 | Jan Hanson             | Yamaha       | 23     | +44.765        | 22   |        |
| 20  | 71 | Davide Bulega          | Yamaha       | 23     | +45.210        | 32   |        |
| 21  | 56 | Roberto Antonello      | Ducati       | 23     | +1:03.985      | 27   |        |
| 22  | 54 | Alessandro Polita      | Yamaha       | 23     | +1:10.408      | 34   |        |
| DNF | 7  | Pere Riba              | Honda        | 22     | Uitgevallen    | 2    |        |
| DNF | 57 | Arnaud van den Bossche | Yamaha       | 18     | Ongeluk        | 35   |        |
| DNF | 28 | Sébastien Le Grelle    | Honda        | 17     | Schade ongeluk | 29   |        |
| DNF | 18 | Cristiano Migliorati   | Honda        | 16     | Schade ongeluk | 24   |        |
| DNF | 31 | Vittorio Iannuzzo      | Suzuki       | 10     | Ongeluk        | 8    |        |
| DNF | 4  | Christian Kellner      | Yamaha       | 10     | Schade ongeluk | 12   |        |
| DNF | 22 | Vittoriano Guareschi   | Ducati       | 10     | Ongeluk        | 6    |        |
| DNF | 11 | Kevin Curtain          | Honda        | 9      | Uitgevallen    | 33   |        |
| DNF | 9  | Fabrizio Pirovano      | Suzuki       | 7      | Ongeluk        | 11   |        |
| DNF | 19 | Agustín Escobar        | Yamaha       | 6      | Uitgevallen    | 25   |        |
| DNF | 24 | Adam Fergusson         | Honda        | 5      | Ongeluk        | 13   |        |
| DNF | 17 | Ivan Clementi          | Yamaha       | 4      | Ongeluk        | 30   |        |
| DNF | 35 | Stefano Cruciani       | Yamaha       | 0      | Ongeluk        | 28   |        |
| DNF | 25 | Markus Barth           | Honda        | 0      | Ongeluk        | 36   |        |

## Tussenstanden na wedstrijd

### Superbike
| Pos | Nr  | Rijder              | Team    | Punten |
| --- | --- | ------------------- | ------- | ------ |
| 1   | 21  | Troy Bayliss        | Ducati  | 250    |
| 2   | 1   | Colin Edwards       | Honda   | 203    |
| 3   | 3   | Troy Corser         | Aprilia | 179    |
| 4   | 4   | Pierfrancesco Chili | Suzuki  | 153    |
| 5   | 155 | Ben Bostrom         | Ducati  | 147    |

### Supersport
| Pos | Nr | Rijder          | Team     | Punten |
| --- | -- | --------------- | -------- | ------ |
| 1   | 2  | Paolo Casoli    | Yamaha   | 100    |
| 2   | 1  | Jörg Teuchert   | Yamaha   | 88     |
| 3   | 11 | Kevin Curtain   | Honda    | 81     |
| 4   | 8  | Andrew Pitt     | Kawasaki | 80     |
| 5   | 5  | Karl Muggeridge | Suzuki   | 64     |

1991 · 1993 · 1994 · 1995 · 1996 · 1997 · 1998 · 1999 · 2000 · 2001 · 2002 · 2003 · 2004 · 2005 · 2006 · 2007 · 2008 · 2009 · 2010 · 2011 · 2012 · 2014 · 2015 · 2016 · 2017 · 2018 · 2019 · 2021 · 2022 · 2023 · 2024 · 2025